# Jardín Botánico de la Universidad de Leópolis

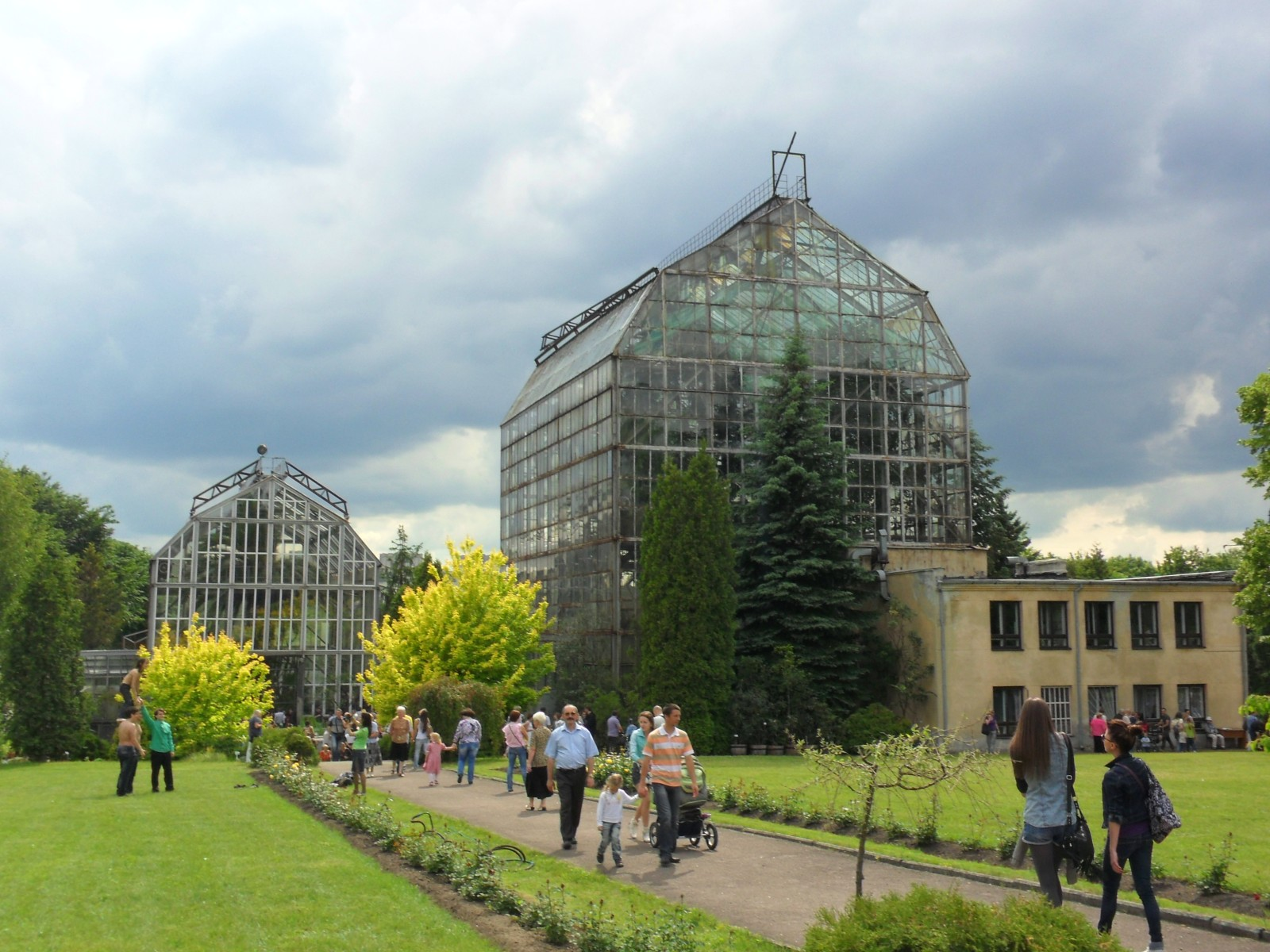
Jardín Botánico de la Universidad de Leópolis.

El Jardín Botánico de la Universidad de Leópolis (en ucraniano: Ботані́чний сад Льві́вського На́ціонального університе́ту і́мені І. Франка́, Botanichny sad Lvívskoho Nátsionalnoho universytetu ímeni Ivana Franká) es un jardín botánico de 18,5 hectáreas de extensión en la región de Leópolis (Ucrania). Es una institución educativa y de investigación de primer orden bajo la administración de la Universidad Nacional Iván Frankó de Leópolis. Es miembro del BGCI y presenta trabajos para la Agenda Internacional para la Conservación en los Jardines Botánicos, su código de identificación internacional como institución botánica es LVOP.

## Localización
El Jardín Botánico consta de dos partes: 
- La parte antigua de la zona de jardín botánico de 2 hectáreas en la calle Cirilo y Metodio, 4 (en la región Galitskom de Leópolis, en la ladera del monte Nischenskoy (Montaña Kalicha), cerca de la Ciudadela).
- La parte nueva de 16,5 hectáreas en la calle M. Cheremshiny, 44 (en la región Leópolis de Leópolis, su núcleo es el antiguo jardín ornamental de Tsetnerovka, cerca de lesoparka Pogulyanka y el cementerio de Lychakovskogo).[1]

## Historia
El Jardín Botánico de la Universidad de Leópolis fue creado en 1911 sobre la base del jardín ornamental de Tsetnerovka con una extensión de 4,5 hectáreas, y adquirido por la universidad. Tsetnerovka fue fundado por el propietario privado en 1787, fue decorado con plantaciones de pinos americanos, acacias, hayas krasnolisty, arces, diferentes especies de hierbas y flores. Durante el período de 1923 a 1939 la colección se incrementó con otras 851 nuevas especies de plantas. 
Durante la Gran Guerra Patria, se produjo la pérdida de una gran parte de la colección. En 1944, las autoridades soviéticas comenzaron a trabajar para restaurar el jardín. Su territorio se encuentra cerca de Pogulyanki, se ha ampliado a través de anexión de fincas anteriormente nacionalizadas una de ellas era propiedad del obispo armenio-católico Lvovskomu y otra del propietario privado Bogdanovich. Estas eran laderas arenosas cubiertas con pastos, matorral, y retazos de los bosques naturales originales de hayas, carpes, y robles.
Por los fondos naturales que alberga, el Jardín Botánico de la Universidad de Leópolis está catalogado como una reserva biológica de importancia nacional (según lo dispuesto por el Gobierno de Ucrania, en 1983 y 1992).

## Colecciones
Los nuevos terrenos del Jardín Botánico de la calle Cheremshyna son un terreno variado, con un estanque, valle húmedo pantanoso, las laderas de los pastizales, y una meseta elevada seca. Esta variedad de hábitat permitió que se volviera a establecer en su territorio fragmentos de diferentes tipos de vegetación: los estanques, pantanos, praderas, estepas, pastizales, los bosques, con los diferentes tipos de bosques, tanto de llanuras, como alpinos y de la zona subalpina de los Cárpatos. 
Entre sus fondos alberga 3353 taxones, siendo de destacar: 
- Colección de dendrología con 749 taxones de 57 familias, 167 de ellas son especies aborígenes y 582 son introducidas. Actualmente (2008) se está planificando la creación de un Arboreto.
- Arbustos ornamentales de flor con 197 taxones;
- Hierbas, con 580 especies de hierbas naturales;
- 698 especies y cultivares de plantas herbáceas cultivables; .
- La flora espontánea del jardín botánico que incluye 489 especies.
- Invernaderos , albergan 1288 especies de plantas tropicales y subtropicales con colecciones únicas de Cycas, palmas, Anthurium, plantas suculentas y de otras plantas tropicales y subtropicales,
- Rhododendron (la segunda colección de Ucrania en tamaño), con 86 taxones
- Coníferas, con 137 taxones
- Colección de plantas trepadoras con 72 taxones
- Colección de Magnoliaceae con 11 taxones
- Sistemas botánicos,
- Plantas perennes decorativas raras,

Hay también las colecciones especiales de especies de plantas raras y desaparecidas en su medio natural, que incluyen a 52 especies inscritas en el libro rojo de Ucrania (incluyendo 12 endémicos y residuales). 

## Actividades
En la estructura del jardín botánico se organizan 5 departamentos científicos de investigación: 
- Departamento de flora herbácea natural;
- Departamento de dendrología;
- Departamento de flora de cultivos y de repoblaciones;
- Departamento de plantas tropicales y subtropicales
- Departamento de fisiología y bioquímica de las plantas.